# Paweł Baraszkiewicz
Paweł Baraszkiewicz (n. 20 mai 1977, Działdowo, Warmia și Mazuria, Polonia) este un canoist ce a reprezentat Polonia, medaliat olimpic. A participat la 4 ediții ale Jocurilor Olimpice (1996, 2000, 2004, 2008) în care a câștigat o medalie de argint.